# Premiership Rugby Sevens Series 2012
Die Premiership Rugby Sevens Series 2012 (aus Sponsoringgründen auch als J.P Morgan Asset Management Premiership Rugby 7s Series 2012 bezeichnet) waren die dritte Ausgabe der Premiership Rugby Sevens Series und fanden zwischen dem 13. Juli und dem 3. August statt. Im Finale gewann London Irish 31:28 gegen Gloucester Rugby und gewann damit die Series zum ersten Mal.

## Vorrunde

### Gruppe A
Die Spiele fanden alle im Twickenham Stoop statt.
| Platz | Team         | Siege | Unent. | Ndlg. | Ergeb. | Diff. | Bonuspunkte | Punkte |
| ----- | ------------ | ----- | ------ | ----- | ------ | ----- | ----------- | ------ |
| 1.    | Saracens     | 2     | 0      | 1     | 64:26  | +38   | 2           | 10     |
| 2.    | London Irish | 2     | 0      | 1     | 74:40  | +34   | 2           | 10     |
| 3.    | Harlequins   | 2     | 0      | 1     | 56:47  | +9    | 1           | 9      |
| 4.    | London Wasps | 0     | 0      | 3     | 19:100 | −81   | 1           | 1      |

| 13. Juli 19:30 | Harlequins | 21 : 14 | London Irish |  |
| 13. Juli 19:30 |            |         |              |  |

| 13. Juli 19:55 | Saracens | 19 : 12 | London Wasps |  |
| 13. Juli 19:55 |          |         |              |  |

| 13. Juli 20:25 | London Irish | 46 : 7 | London Wasps |  |
| 13. Juli 20:25 |              |        |              |  |

| 13. Juli 20:50 | Harlequins | 0 : 33 | Saracens |  |
| 13. Juli 20:50 |            |        |          |  |

| 13. Juli 21:20 | London Irish | 14 : 12 | Saracens |  |
| 13. Juli 21:20 |              |         |          |  |

| 13. Juli 21:45 | Harlequins | 35 : 0 | London Wasps |  |
| 13. Juli 21:45 |            |        |              |  |

### Gruppe B
Die Spiele fanden alle im Edgeley Park statt.
| Platz | Team               | Siege | Unent. | Ndlg. | Ergeb. | Diff. | Bonuspunkte | Punkte |
| ----- | ------------------ | ----- | ------ | ----- | ------ | ----- | ----------- | ------ |
| 1.    | London Welsh       | 3     | 0      | 0     | 117:31 | +86   | 3           | 15     |
| 2.    | Sale Sharks        | 2     | 0      | 1     | 105:50 | +55   | 2           | 10     |
| 3.    | Northampton Saints | 1     | 0      | 2     | 47:94  | −47   | 1           | 5      |
| 4.    | Leicester Tigers   | 0     | 0      | 3     | 34:128 | −94   | 2           | 2      |

| 20. Juli 19:30 | Sale Sharks | 19 : 31 | London Welsh |  |
| 20. Juli 19:30 |             |         |              |  |

| 20. Juli 19:55 | Northampton Saints | 26 : 24 | Leicester Tigers |  |
| 20. Juli 19:55 |                    |         |                  |  |

| 20. Juli 20:25 | London Welsh | 34 : 7 | Northampton Saints |  |
| 20. Juli 20:25 |              |        |                    |  |

| 20. Juli 20:50 | Sale Sharks | 50 : 5 | Leicester Tigers |  |
| 20. Juli 20:50 |             |        |                  |  |

| 20. Juli 21:20 | London Welsh | 52 : 5 | Leicester Tigers |  |
| 20. Juli 21:20 |              |        |                  |  |

| 20. Juli 21:45 | Sale Sharks | 36 : 14 | Northampton Saints |  |
| 20. Juli 21:45 |             |         |                    |  |

### Gruppe C
Die Spiele fanden alle im Kingsholm Stadium statt.
| Platz | Team               | Siege | Unent. | Ndlg. | Ergeb. | Diff. | Bonuspunkte | Punkte |
| ----- | ------------------ | ----- | ------ | ----- | ------ | ----- | ----------- | ------ |
| 1.    | Gloucester Rugby   | 3     | 0      | 0     | 93:48  | +45   | 3           | 15     |
| 2.    | Bath Rugby         | 2     | 0      | 1     | 71:48  | +23   | 2           | 10     |
| 3.    | Exeter Chiefs      | 1     | 0      | 2     | 45:79  | −34   | 2           | 6      |
| 4.    | Worcester Warriors | 0     | 0      | 3     | 60:94  | −34   | 3           | 3      |

| 26. Juli 19:30 | Gloucester Rugby | 36 : 7 | Exeter Chiefs |  |
| 26. Juli 19:30 |                  |        |               |  |

| 26. Juli 19:55 | Bath Rugby | 35 : 12 | Worcester Warriors |  |
| 26. Juli 19:55 |            |         |                    |  |

| 26. Juli 20:25 | Bath Rugby | 19 : 12 | Exeter Chiefs |  |
| 26. Juli 20:25 |            |         |               |  |

| 26. Juli 20:50 | Gloucester Rugby | 33 : 24 | Worcester Warriors |  |
| 26. Juli 20:50 |                  |         |                    |  |

| 26. Juli 21:20 | Exeter Chiefs | 26 : 24 | Worcester Warriors |  |
| 26. Juli 21:20 |               |         |                    |  |

| 26. Juli 21:45 | Gloucester Rugby | 24 : 17 | Bath Rugby |  |
| 26. Juli 21:45 |                  |         |            |  |

## Finalrunde
Alle Spiele der Finalrunde fanden im Recreation Ground statt.

### Gruppe A
| Platz | Team             | Siege | Unent. | Ndlg. | Ergeb. | Diff. | Bonuspunkte | Punkte |
| ----- | ---------------- | ----- | ------ | ----- | ------ | ----- | ----------- | ------ |
| 1.    | Gloucester Rugby | 2     | 0      | 0     | 34:24  | +10   | 0           | 8      |
| 2.    | Saracens         | 1     | 0      | 1     | 45:27  | +18   | 2           | 6      |
| 3.    | Sale Sharks      | 0     | 0      | 2     | 24:52  | −28   | 1           | 1      |

| 3. August 19:00 | Saracens | 33 : 12 | Sale Sharks |  |
| 3. August 19:00 |          |         |             |  |

| 3. August 19:50 | Gloucester Rugby | 19 : 12 | Sale Sharks |  |
| 3. August 19:50 |                  |         |             |  |

| 3. August 20:40 | Gloucester Rugby | 15 : 12 | Saracens |  |
| 3. August 20:40 |                  |         |          |  |

### Gruppe B
| Platz | Team         | Siege | Unent. | Ndlg. | Ergeb. | Diff. | Bonuspunkte | Punkte |
| ----- | ------------ | ----- | ------ | ----- | ------ | ----- | ----------- | ------ |
| 1.    | London Irish | 1     | 0      | 1     | 55:43  | +12   | 1           | 5      |
| 2.    | London Welsh | 1     | 0      | 1     | 36:41  | −5    | 1           | 5      |
| 3.    | Bath Rugby   | 1     | 0      | 1     | 38:45  | −7    | 1           | 5      |

| 3. August 19:25 | London Welsh | 29 : 17 | London Irish |  |
| 3. August 19:25 |              |         |              |  |

| 3. August 20:15 | Bath Rugby | 24 : 7 | London Welsh |  |
| 3. August 20:15 |            |        |              |  |

| 3. August 21:05 | Bath Rugby | 14 : 38 | London Irish |  |
| 3. August 21:05 |            |         |              |  |

### Finale
| 3. August 21:40 | London Irish | 31 : 28 | Gloucester Rugby | Schiedsrichter: Luke Pearce |
| 3. August 21:40 |              |         |                  | Schiedsrichter: Luke Pearce |